# بريت فيليبس
بريت فيليبس (بالإنجليزية: Brett Phillips)‏ هو لاعب كرة قاعدة أمريكي، ولد في 30 مايو 1994 في سيمينول في الولايات المتحدة.

## وصلات خارجية
- بريت فيليبس على موقع دوري كرة القاعدة الرئيسي (الإنجليزية)
- بريت فيليبس على موقعبيزبول رفرنس.كوم (الدوري الرئيسي) (الإنجليزية)
- بريت فيليبس على موقعبيزبول رفرنس.كوم (الدوري الثانوي) (الإنجليزية)
- بريت فيليبس على موقع إي إس بي إن.كوم (أم.أل.بي) (الإنجليزية)
- بريت فيليبس على موقع مشجعي الرسوم البيانية (الإنجليزية)